# شراحیل
شراحیل (به عربی: شراحیل) یک شهرک در تونس است که در استان منستیر واقع شده‌است. شراحیل ۴٬۴۰۶ نفر جمعیت دارد.